# Sagadate
Sagadate (Sagadati) ist ein osttimoresischer Suco im Verwaltungsamt Laga (Gemeinde Baucau).

## Geographie

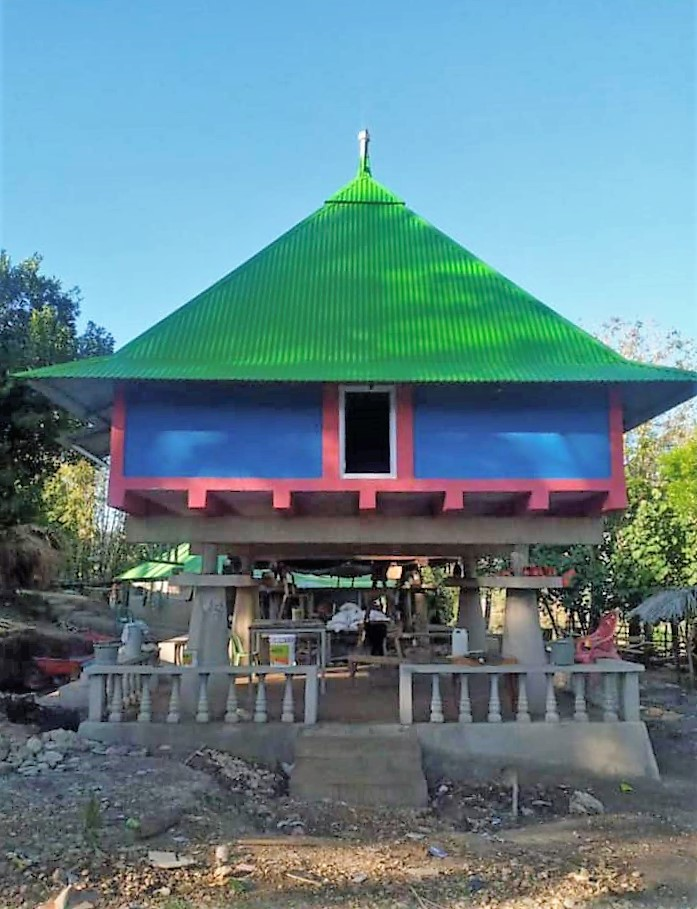
Traditionelles Haus in der Aldeia Sire-Bu'u

Vor der Gebietsreform 2015 hatte Sagadate eine Fläche von 22,48 km². Nun sind es 23,77 km². Der Suco liegt im Osten des Verwaltungsamts Laga. Nördlich liegt der Suco Saelari, nordwestlich der Suco Samalari, westlich die Sucos Libagua und Tequinaumata und südlich der Suco Atelari. Im Osten grenzt Sagadate an das Verwaltungsamt Luro (Gemeinde Lautém) mit seinem Suco Afabubu. Grenzfluss ist hier der Liqueliu, ein Nebenfluss des Dasidara. In den Liqueliu mündet auch der Gomilafo, der den Osten des Sucos durchquert.
Durch den Westen des Sucos führt eine Überlandstraße, die die Orte Baucau und Baguia miteinander verbindet. An ihr liegen das Dorf Alasafa (Alacafa) und ein größeres Siedlungszentrum, das aus den Orten Selegua (Selegoa), Ia Sula (Lasula), One-Bu'u (Onebu) und Samagata besteht. Östlich davon liegen die Orte Auraba (Uaraba), Beliuali (Beli Uali, Beliwali) und Ulabuti (Ulabute). Weiter im Osten liegen am Westufer des Liqueliu das Dorf Naha-Afa (Naafa) und zwischen den Flüssen Liqueliu und Gomilafo die Dörfer Sire-Bu'u (Sirebuu) und Abuti. Grundschulen gibt es im Siedlungszentrum (Escola Primaria Catolica Sadagati), Alafasa, Auraba und Abuti. Das Siedlungszentrum verfügt zudem über eine medizinische Station. Der Safakarliu ist ein Wasserfall in Sagadate.
Im Suco befinden sich die elf Aldeias Abuti, Alasafa, Auraba, Beliuali, Ia Sula, Naha-Afa, One-Bu'u, Samagata, Selegua, Sire-Bu'u und Ulabuti.

## Einwohner
Im Suco leben 3.414 Einwohner (2022), davon sind 1.754 Männer und 1.660 Frauen. Im Suco gibt es 705 Haushalte. Über 95 % der Einwohner geben Makasae als ihre Muttersprache an. Daneben wird Tetum Prasa gesprochen.

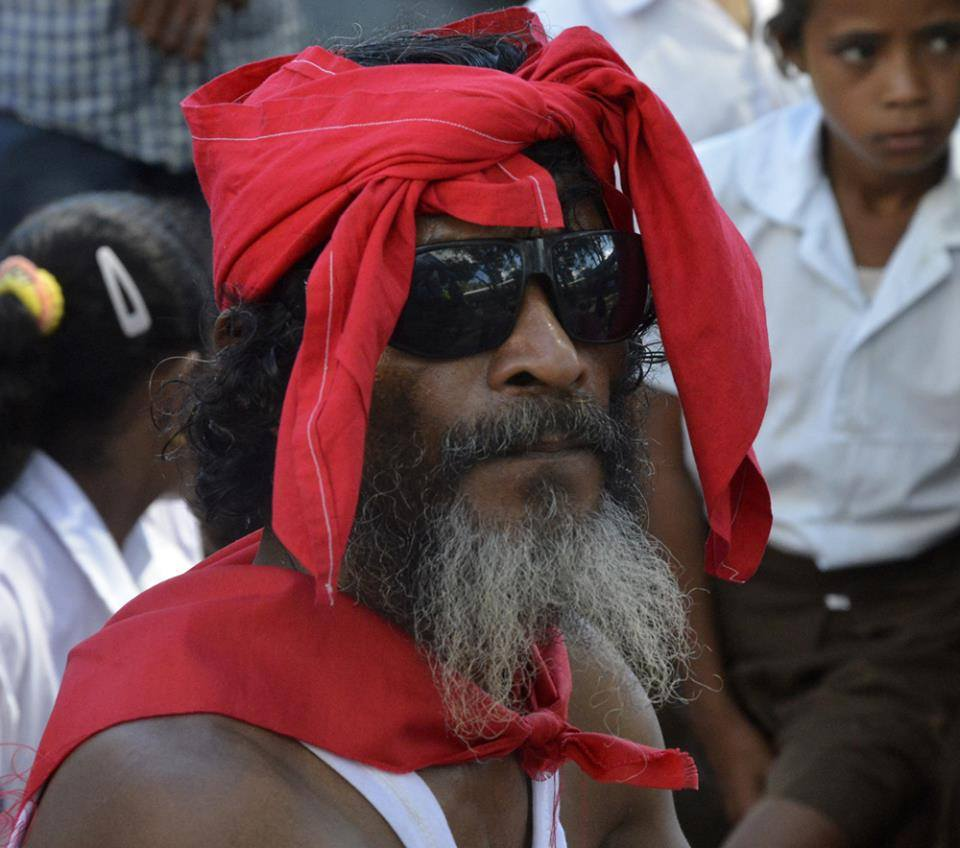
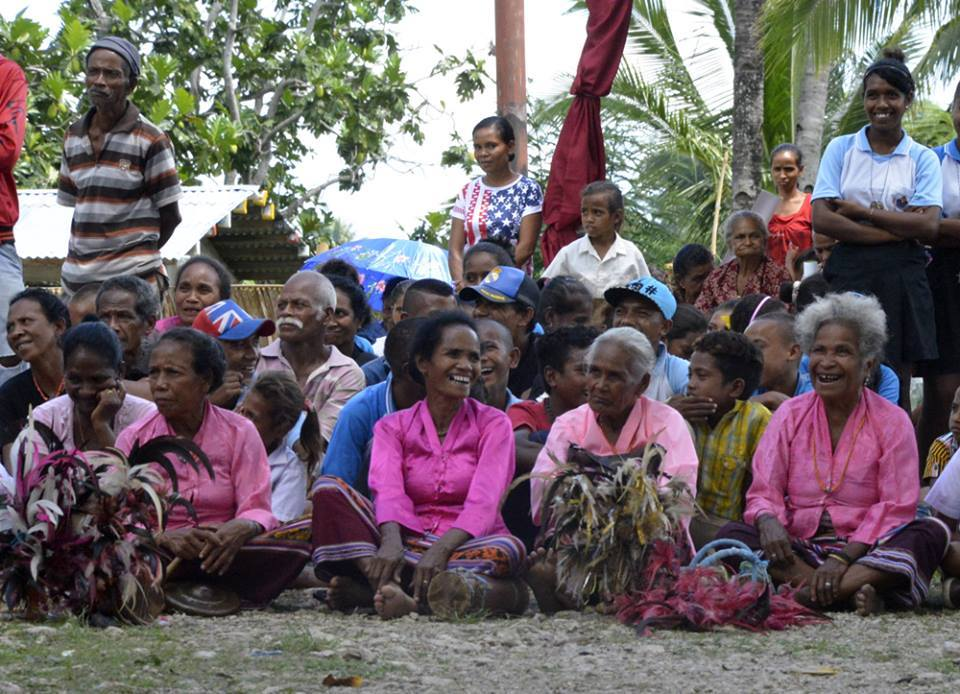
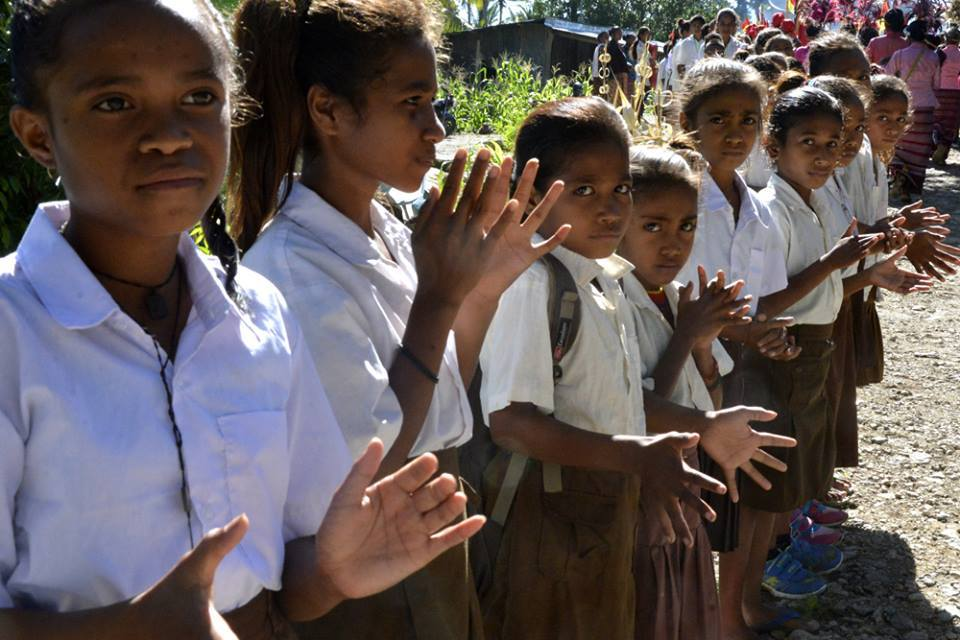
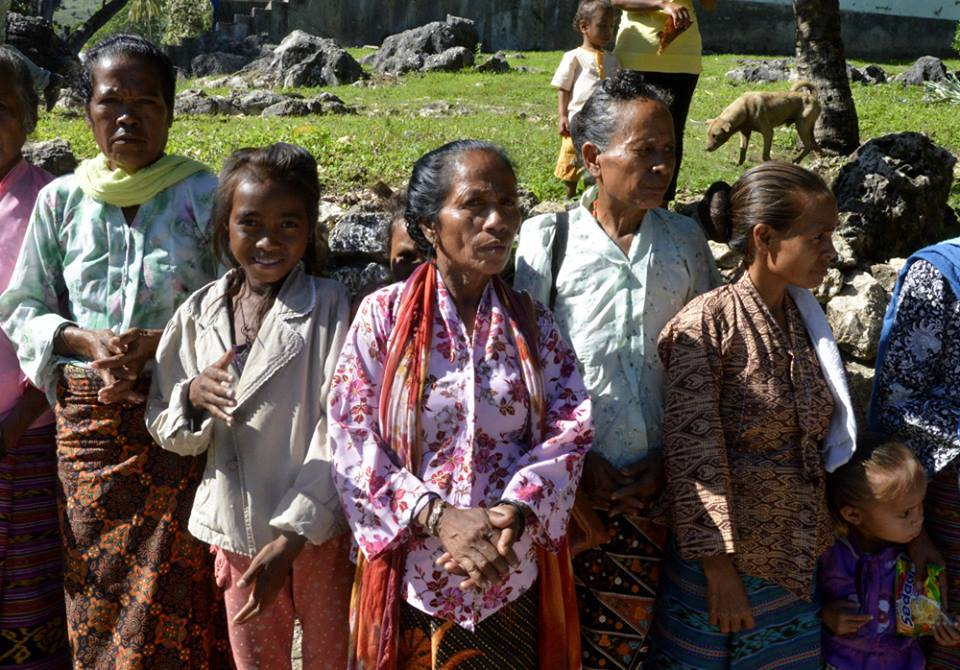
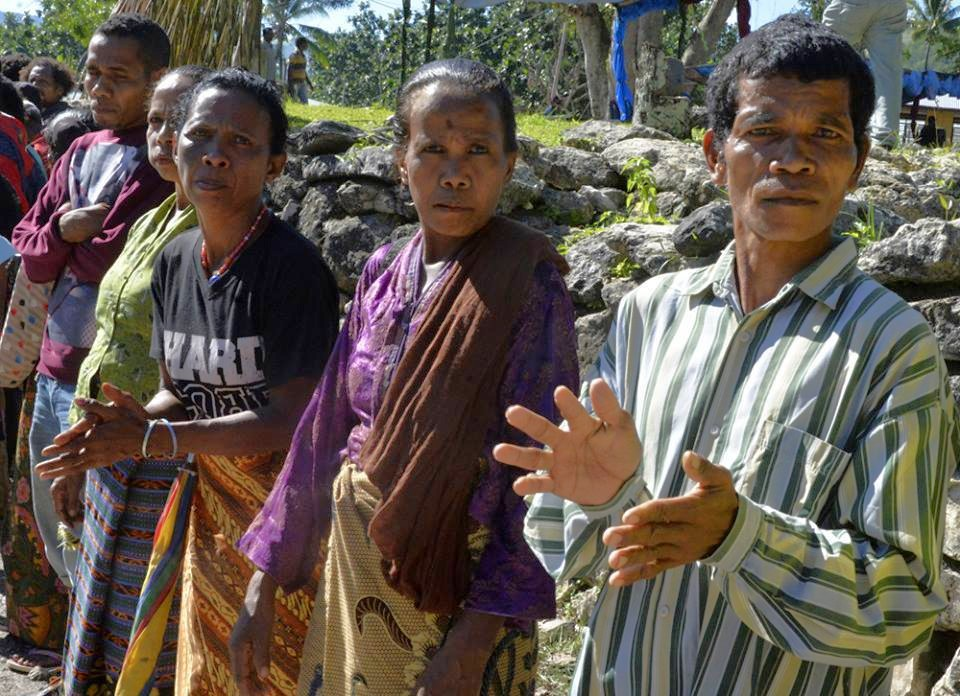

## Geschichte
Im August 1978 wurden vier osttimoresische Zivilisten am Berg Tokegua, nahe Samagata, von indonesischen Soldaten verhaftet. Sie hatten ihr Flüchtlingscamp auf der Suche nach Nahrung verlassen, hatten aber dafür keine Genehmigung. Eine Person wurde bei One-Bu'u getötet, eine weitere in Uasagia (Verwaltungsamt Laga) und eine dritte in Cotamutu vor dem versammelten Dorfeinwohnern.

## Politik

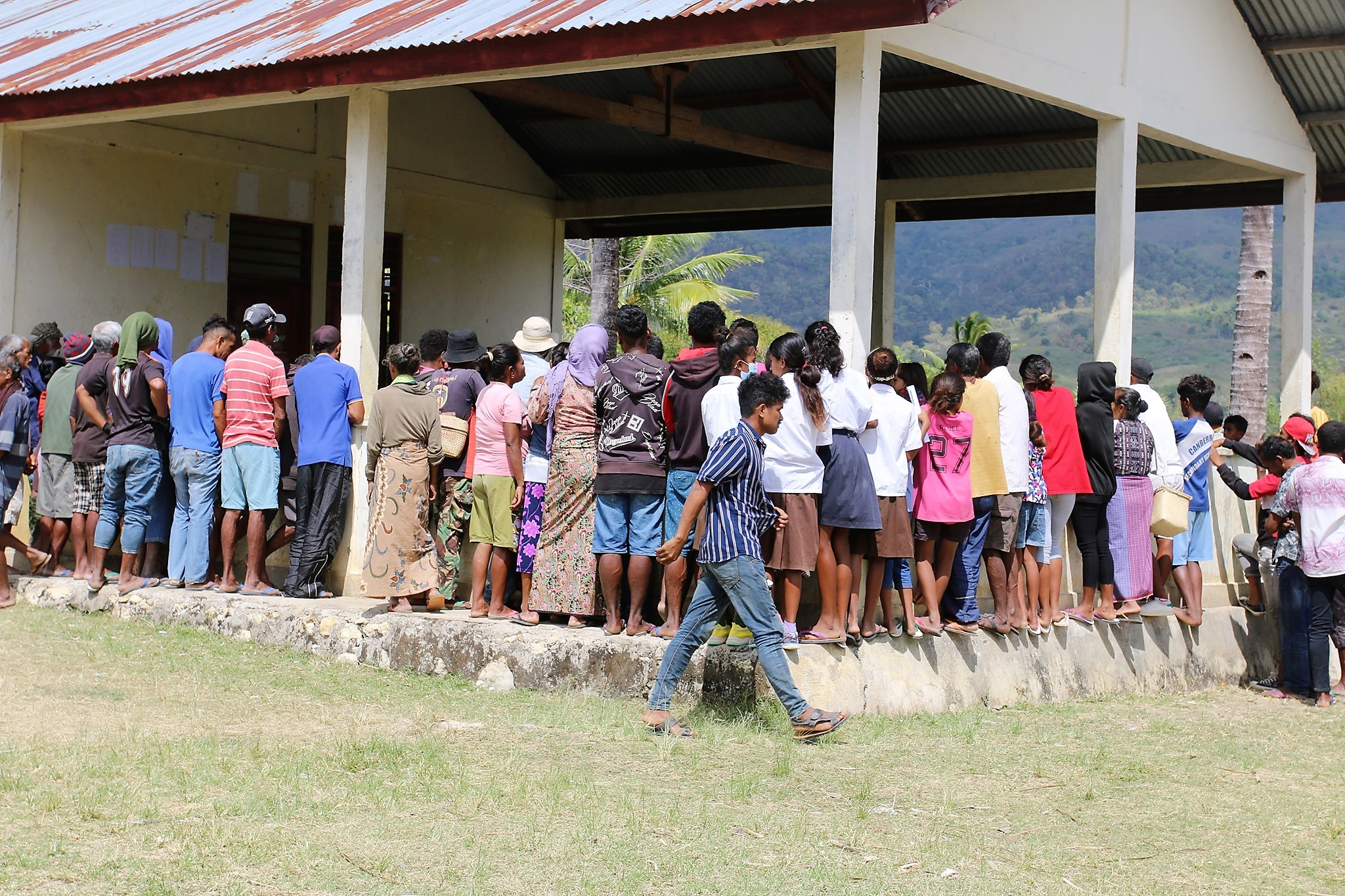
Sitz des Sucos

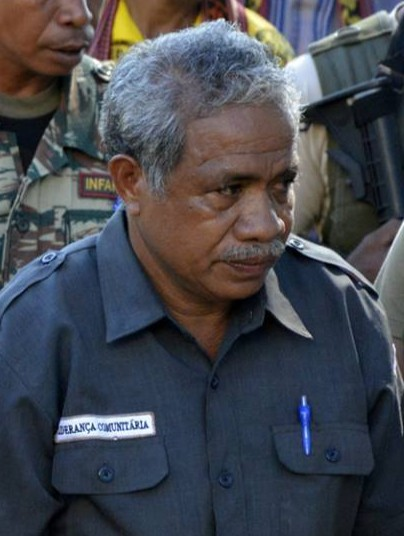
Aureliano de Jesus (2016)

Bei den Wahlen von 2004/2005 wurde Aureliano de Jesus zum Chefe de Suco gewählt und 2009, 2016 und 2023 in seinem Amt bestätigt.
2023 wurden zum Chefe de Aldeias gewählt: Natalino José Freitas (Abuti), Avelino Baptisto Ximenes (Alasafa), Abel do Rosario Pereira (Auraba), Julião Mendes Pereira (Beliuali), Luís Castro Pereira (Ia Sula), Mateus da Costa Ximenes (Naha-Afa), Lourenço Gusmão Pereira (One-Bu'u), Pedro José Pereira (Samagata), Aleixo Belo Pereira (Selegua), Carlos Pinto Pereira (Sire-Bu'u) und Sebastião Soares (Ulabuti).